# Дадерко Аліна Мирославівна
Аліна Мирославівна Дадерко (нар. 7 серпня 2007, Хоростків, Тернопільська область, Україна) — українська важкоатлетка. Триразова чемпіонка України (2020,2021,2022), чемпіонка Європи серед дівчат до 15 років у ваговій категорії до 55 кг. (2022) та до 17 років у 59 кг. (2023).

## Життєпис
Народилась у 2007 році в Хоросткові, Тернопільської області. З 2013 року навчається в Ліцеї №1 м. Хоростків. Вихованка Хоростківської  дитячо-юнацької спортивної школи імені заслуженого тренера України М. І. Підодвірного. Представляє обласну школу вищої спортивної майстерності, де тренується під керівництвом Вікторії Шаймарданової, член збірної команди України. Займатися почала в 2017 році у тренера Ярослава Ваверчака.

## Відзнаки
У 2020, 2021, 2022 роках триразова чемпіонка України.
У 2021 році зі своїми спортивними здобутками увійшла в номінацію «Олімпійська надія Тернопільщини 2021».
У складі збірної команди України на Чемпіонаті Європи серед юнаків та дівчат до 15 та 17 років, який тривав в польському місті Рашин до 17 серпня 2022 року здобула три медалі континентальної першості: золото в ривку, срібло в поштовху та золото в сумі двоборства. Результат спортсменки 158 кг (73+85) в сумі двоборства (ривок+поштовх).

## Досягнення
Майстер спорту України з важкої атлетики (посвідчення №3919, наказ № 3574 від 22.09.2022 р.)